# 山下和也
山下 和也（やました かずや、9月10日 - ）は、日本のタレント、ナレーター、声優。奈良県出身。MC企画所属。
関西芸能マネージャー協議会「声アワ2020」＜26歳～39歳部門＞ステップ・サウンズユー賞受賞。

## 人物
大阪アニメーションスクール出身。
趣味・特技：回胴式遊戯機情報収集、釣り、リサイクルショップ巡り、ドライブ描画、シール剥がし、ゲーム関係
資格：普通自動車免許
SPICY BOYS with Sugar Boyでのメンバーカラーはオレンジ。

## 出演
太字はメインキャラクター。

### ナレーション
- MONOモノ倶楽部（読売テレビ）[2]
- 月曜日のMACO（MBS）
- せやねん！（MBS）
- もっと楽旅 神戸（2022年1月30日、サンテレビ）[3]
- サテオ！（サンテレビ）
- パチンコレディー楽しい旅！（KBS京都）
- 高校野球奈良大会ハイライト（奈良テレビ）
- 関西食探検（ケイオプティコム）

### ラジオ
※はインターネット配信。
- ニュース（ラジオ大阪）
- 快適生活ラジオショッピング（FM大阪）
- HOP STEP 甲子園（FMひらかた） - リポーター
- 北千里アワー（FM千里）
- RADIO PLUS（FM千里）
- 読売新聞ニュース・天気予報（FM千里）
- Otaku FM（YouTube※） - ゲスト
  - レヴィアタン先生のOtaku FM 第4回（2021年2月4日）
  - Otaku FM Anime and Chill 第1回・第7回（2021年7月16日・10月22日）
  - Otaku FM Anime and Chill 2 第2回（2022年8月5日）
  - レヴィアタン先生のOtaku FM Sinful Sounds 第1回（2024年8月28日）

### テレビ番組
- 日経スペシャル 関西リーダー列伝（2024年8月25日、テレビ大阪）[4] - 中川政七 役（再現VTR）

### ウェブ番組
- Obey Me! The Boys in the House（2021年4月9日 - 7月3日、YouTube）[5]

### ゲーム
- Obey Me! シリーズ（ルシファー）
  - Obey Me!（2019年）[6]
  - Obey Me! Nightbringer（2023年）[7]

### ウェブアニメ
- Obey Me! The Anime（ルシファー）
  - Season 1（2021年）[8]
  - Season 2（2022年）[9]

### オーディオドラマ
- Obey Me! シリーズ（ルシファー）
  - Arcadia「助けてルシファー」（2020年）
  - Read My Heart「最悪な読書」（2020年）
  - Hungry Six-Pack「料理って難しい！」（2021年）
  - Dreamscape「激突！ゴミを捨てるのは誰だ！」（2021年、ナレーション）
  - Passion「どうしても、あまのじゃく！」（2021年）
  - It's My Party / Eternal「It's サプライズパーティ」（2021年）
  - No.1「オンラインゲームでボイスチャット！」（2022年）
  - On Your Way / With You「金と魂の漂流」（2022年）
  - 【Obey Me! ASMR】case.ルシファー ～綺麗な景色を君と～（2024年）[10]
- Ex and Bee: Nightfall's Coven Season 2「The Silent Siren」（2025年、ネロ・マッテオ・コルヴィーノ[11]）

### ドラマCD
- Spicy Café -スパイシーカフェ- Season2（2023年、根津真宵[12]）

### イベント
- 北川尚弥デビュー7周年記念イベントin神戸（2022年12月17日、神戸芸術センター ショパンホール） - MC[13]
- SPICY BOYS with Sugar Boy 関連イベント - ゲスト
  - Spicy Xmas ～たまにはちゃんと聖夜っ！！ドキッ☆スーツだらけのXmasパーティー2022～（2022年12月24日、ルフール なんば道頓堀店）[14]
  - 1st Anniversary event「We Are SPICY」（2023年5月5日、THE LIVE HOUSE soma）[15]
  - Spicy Xmas ～クリスマスやし、ざっくり済ます？いやちゃんと聖夜っ！今年もスーツやXmasパーティー2023～（2023年12月24日、ルフール なんば道頓堀店）[16]
- 北川尚弥BDイベント！（2023年5月27日、朝日生命ホール） - MC[17]
- HIROTAKA KOBAYASHI'S 1st BIRTHDAY EVENT（2024年9月6日、Movie's cafe MATERIAL tanimachi） - ゲスト[18]

## ディスコグラフィ

### キャラクターソング
| 発売日   | 商品名                 | 歌                                                 | 楽曲                    | 備考                                                       |
| 2021年   | 2021年                 | 2021年                                             | 2021年                  | 2021年                                                     |
| -------- | ---------------------- | -------------------------------------------------- | ----------------------- | ---------------------------------------------------------- |
| 10月11日 | Obey Me! The Album     | ルシファー（山下和也）                             | 「Arcadia」             | ゲーム『Obey Me!』関連曲                                   |
| 2022年   |                        |                                                    |                         |                                                            |
| 08月19日 | On Your Way / With You | Obey Me! Boys                                      | 「On Your Way」         | Webアニメ『Obey Me! The Anime Season 2』エンディングテーマ |
| 08月19日 | On Your Way / With You | Obey Me! Boys                                      | 「With You」            | Webラジオ『Otaku FM Anime and Chill 2』エンディングテーマ  |
| 2023年   |                        |                                                    |                         |                                                            |
| 01月16日 | Obey Me! The Album 2   | Obey Me! Boys                                      | 「It's My Party」       | Webアニメ『Obey Me! The Anime』エンディングテーマ          |
| 01月16日 | Obey Me! The Album 2   | Obey Me! Boys                                      | 「Eternal」             | Webラジオ『Otaku FM Anime and Chill』エンディングテーマ    |
| 01月16日 | Obey Me! The Album 2   | ルシファー（山下和也）、サタン（角真也）           | 「Passion」             | ゲーム『Obey Me!』関連曲                                   |
| 01月16日 | Obey Me! The Album 2   | ルシファー（山下和也）、マモン（古林裕貴）         | 「Rock On!!」           | ゲーム『Obey Me!』関連曲                                   |
| 03月24日 | Devil's Way            | Obey Me! Boys                                      | 「Devil's Way」         | ゲーム『Obey Me! Nightbringer』オープニングテーマ          |
| 10月28日 | Spooky Night Parade    | Obey Me! Boys                                      | 「Spooky Night Parade」 | ゲーム『Obey Me! Nightbringer』関連曲                      |
| 12月18日 | Magic Moment           | Obey Me! Boys                                      | 「Magic Moment」        | ゲーム『Obey Me! Nightbringer』関連曲                      |
| 2024年   |                        |                                                    |                         |                                                            |
| 04月21日 | Anniversary            | Obey Me! Boys                                      | 「Anniversary」         | ゲーム『Obey Me! Nightbringer』関連曲                      |
| 11月26日 | The Seven Rulers       | Obey Me! Boys                                      | 「The Seven Rulers」    | ゲーム『Obey Me! Nightbringer』関連曲                      |
| 11月30日 | Waiting Kiss           | ルシファー（山下和也）、ベルフェゴール（大西哲史） | 「Waiting Kiss」        | ゲーム『Obey Me! Nightbringer』関連曲                      |
| 2025年   |                        |                                                    |                         |                                                            |
| 06月27日 | Addictive Love         | Obey Me! Boys                                      | 「Addictive Love」      | ゲーム『Obey Me!』関連曲                                   |
| 06月27日 | Ritual                 | Obey Me! Boys                                      | 「Ritual」              | ゲーム『Obey Me!』関連曲                                   |

### ユニットメンバー
1. 1 2 3 4 5  ルシファー（山下和也）、マモン（古林裕貴）、レヴィアタン（加田智志）、サタン（角真也）、アスモデウス（ミウラアイム）、ベルゼブブ（矢口恭平）、ベルフェゴール（大西哲史）